# Jules Debordeaux

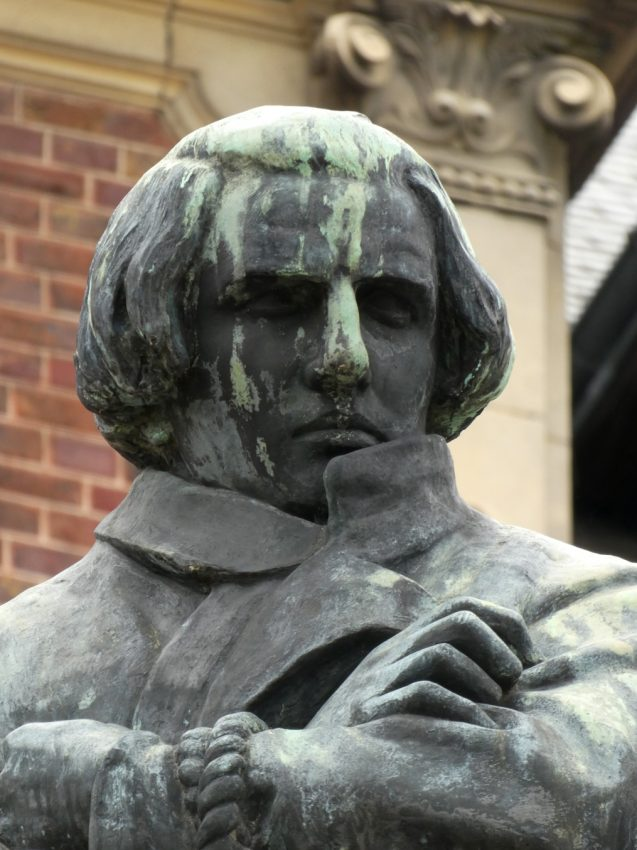
Jules Debordeaux -Monument Les trois Instituteurs de l'Aisne à Laon

Jules Denis Debordeaux, né le 16 octobre 1843 dans la commune de Eppes en Picardie, France et décédé le 10 octobre 1870 à Pasly, puis enterré à Eppes, est une figure emblématique de la résistance française de l'Aisne, à la fin du XIXe siècle et au début du XXe siècle. Il était un instituteur de Pasly près de Soissons, et sergent-major de la Garde nationale sédentaire pendant la guerre franco-prussienne de 1870-1871. Après avoir dirigé un groupe d'hommes ayant repoussé une manœuvre allemande, il est capturé (à la suite d'une trahison pour laquelle les fautifs seront jugés pour intelligence avec l'ennemi) torturé et exécuté à l'âge de 27 ans par les Prussiens, et devient rapidement un symbole de la résistance, aussi connu comme l'un des "Trois instituteurs de l'Aisne" (Debordeaux, Poulette et Leroy) représentés par la statue qui se situe devant l'Institut National Supérieur du Professorat et de l'Éducation de la ville de Laon.
Des plâtres de cette sculpture seront exposés à l'Exposition Universelle de Paris en 1900.
De multiples autres monuments et plaques commémorent les Trois Instituteurs ou plus spécifiquement Debordeaux dans diverses villes de l'Aisne. Une multitude d'écrits, de livres et articles du début du vingtième siècle ont été publiés. 

## Enfance
Né en 1843 à Eppes, une petite ville située à quelques kilomètres de Laon, Jules Debordeaux vient d'une famille de maçons, dont son père Zéphyrin Debordeaux et son oncle Melchior Debordeaux tous deux maçons prospères de la commune. Eppes a fait les gros titres au début des années 2010 lorsqu'un dépôt de plus de trente tonnes d'obus allemands de la Première Guerre mondiale, enfoui sous terre, fut découvert lors de travaux d'excavation.

### Famille et généalogie

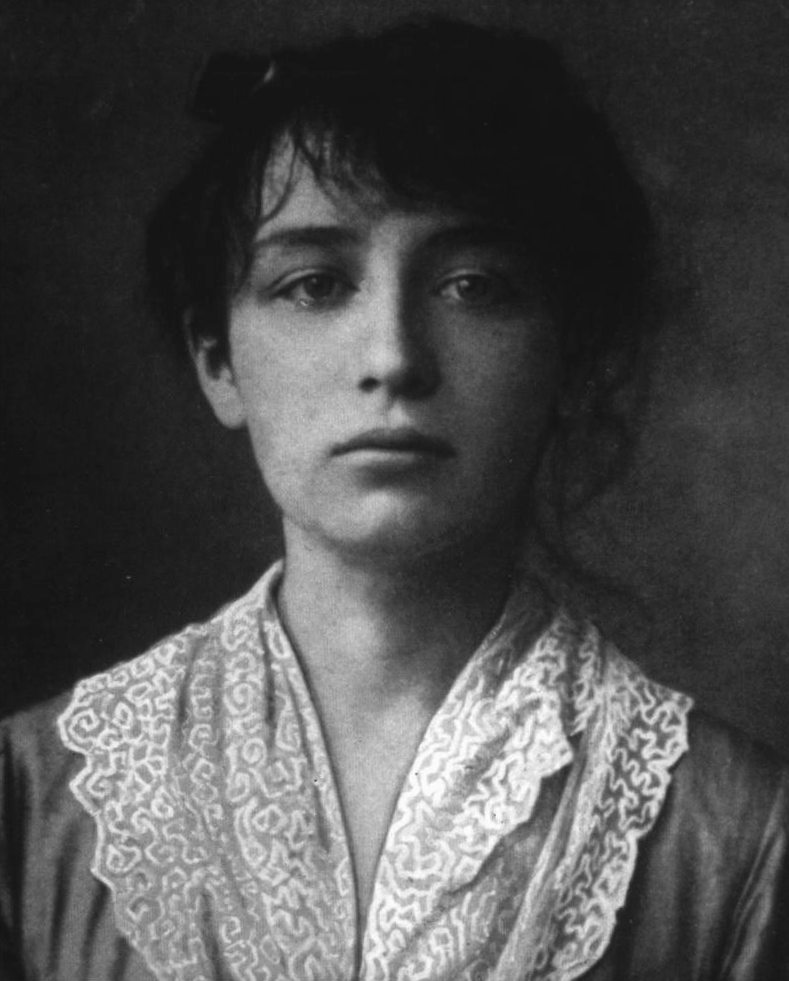
Camille Claudel

Jules Debordeaux est d'une ascendance Picarde et d'un nom peu commun même en France, une généalogie surtout concentrée sur l'Aisne sur de multiples générations jusqu'à Jean Debordeaux, Maître Chirurgien de la commune de Pierrepont, né circa 1605.  
Il n'est pas établi hors de tout doute qu'ils se soient connus, mais Jules Debordeaux était par ailleurs cousin éloigné et contemporain de Camille Claudel qui grandit elle aussi dans l'Aisne, entre Soissons et Laon. Cette dernière, de son côté maternel, descend de Marie Louise Debordeaux, de Froidmont-Cohartille à 20 km de Laon. 
Par ailleurs c'est dans la commune de Soissons que vit Isidore Debordeaux (fils de l'oncle Melchior), rue Champ Bouillant, près de la rivière et de l'Abaye Saint-Médard, et que naitra, 20 ans après la mort de Jules  son petit neveu André Isidore Debordeaux. Ce dernier grandira donc à quelques minutes de la rue Debordeaux et à 5 km du monument érigé en la mémoire de son oncle Jules.  

## Contexte

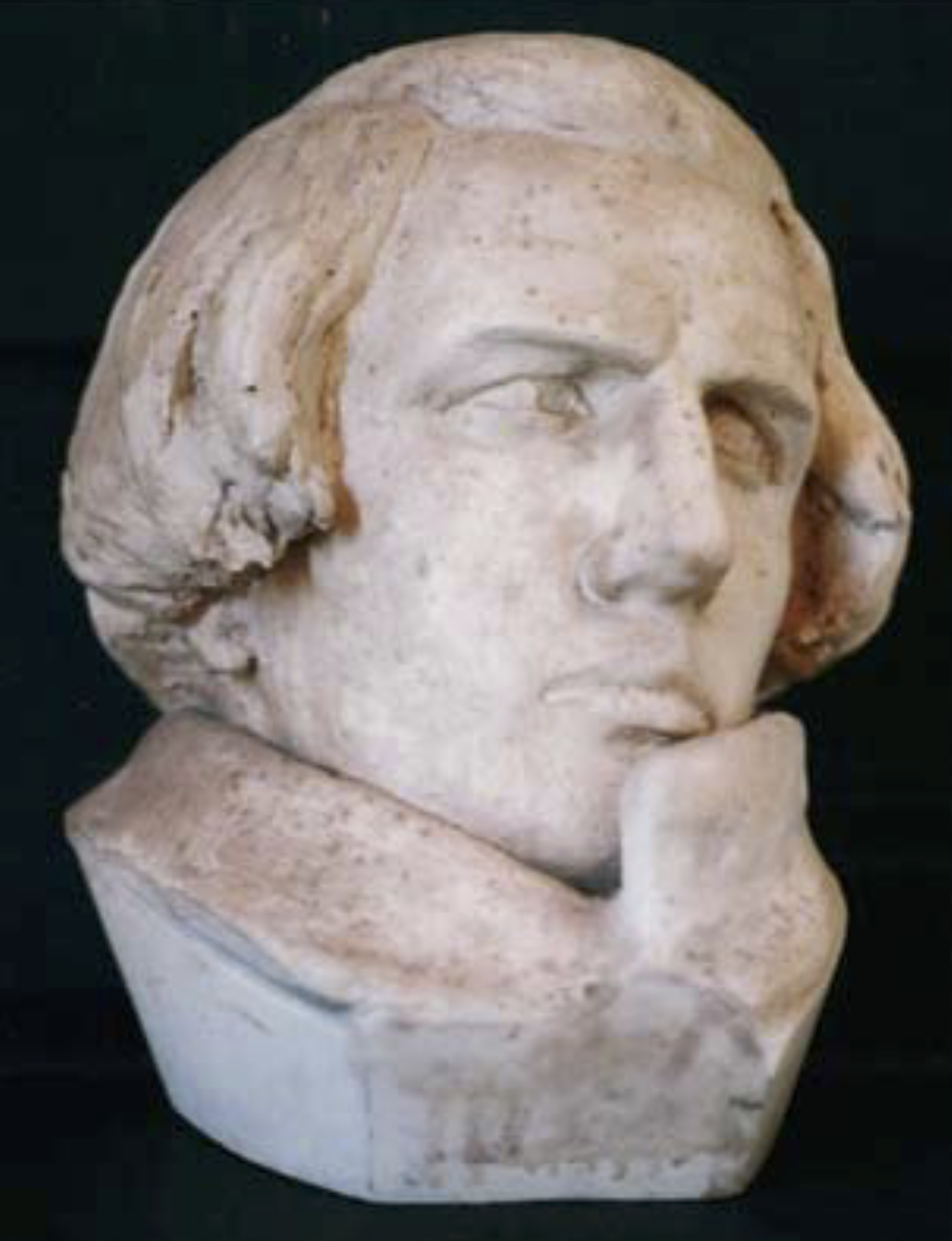
Buste de Jules Debordeaux - L'instituteur de Pasly, Musée de Laon

La guerre franco-prussienne de 1870 a vu de nombreux combats se dérouler en France, y compris dans la région de l'Aisne. Cette région, située dans le nord-est de la France, a été le théâtre de plusieurs batailles importantes tout au long de la guerre. L'armée française tente de stopper l'avancée des troupes prussiennes à travers l'Aisne lors de la bataille de Beaumont le 30 août 1870, mais est vaincue et a doit battre en retraite. Les troupes prussiennes ont ensuite occupé la ville de Laon, qui est située dans l'Aisne, le 9 septembre 1870.
Les forces françaises tentent de reprendre Laon lors de la bataille de Laon qui a eu lieu du 8 au 10 octobre 1870. Les combats sont violents et causent de nombreuses pertes de part et d'autre, mais les troupes prussiennes repoussent l'attaque française.  Les allemands veulent occuper Soissons, et dans les jours précédent le bombardement de cette ville,  une confrontation fera basculer le destin de Jules Debordeaux.

## Confrontation , capture, exécution

### Confrontation

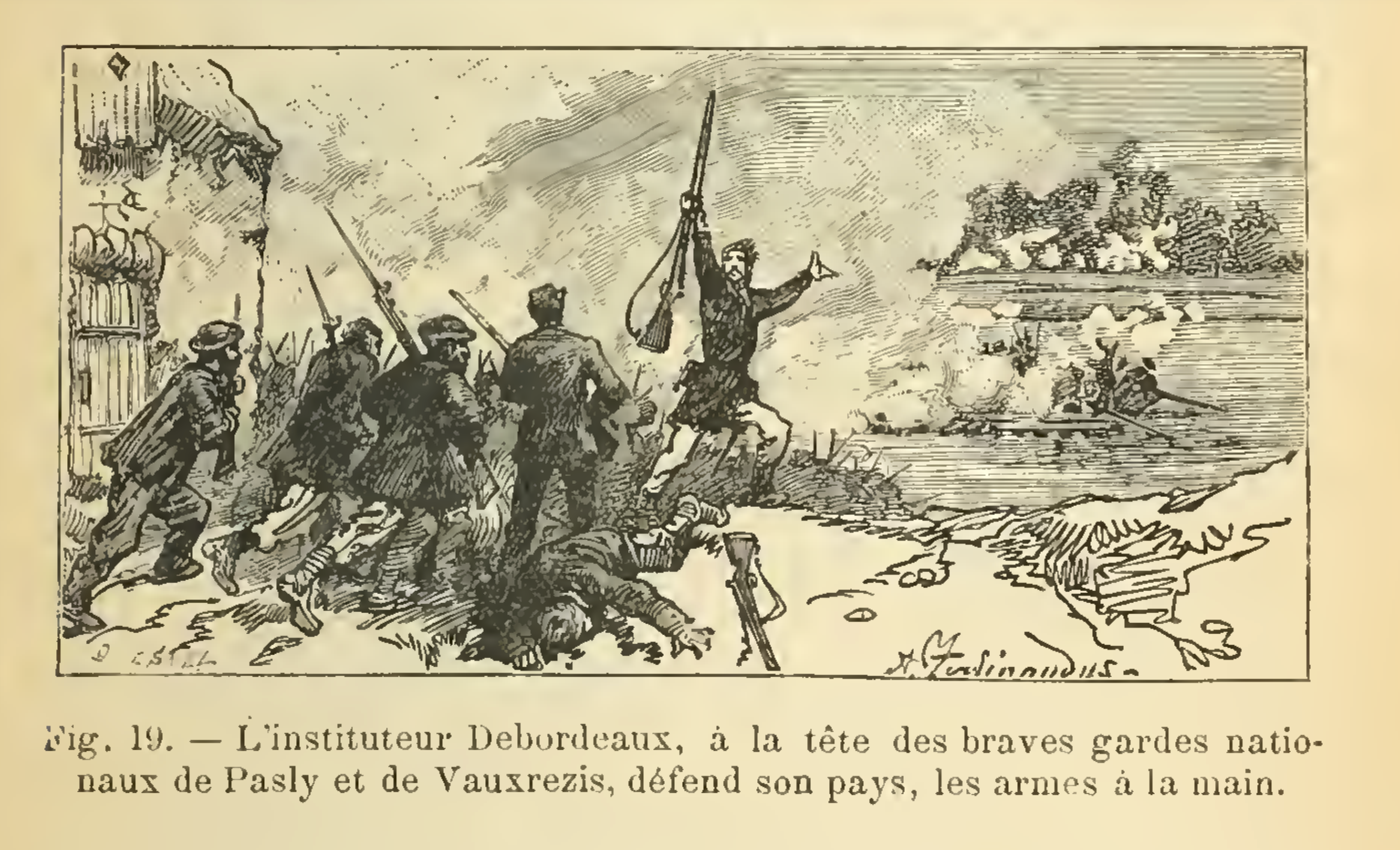
"Jules Debordeaux à la tête des braves gardes nationaux de Pasly et de Vauxrezis " - Tu seras soldat, 1901, Figure 19

Ancien instituteur de l'école de Sains-Richaumont, le sergent-major Jules Debordeaux enseigne maintenant à Pasly, commune satellite  de Soissons depuis 1869. Il jouit d'une légitime influence dans la commune et dans les localités voisines. Le 8 octobre 1870, un groupe de soldats allemands approche de la rivière de l'Aisne, en face du village de Pommiers, à cinq kilomètres de Soissons, planifiant d'installer un pont de bateaux afin de faire traverser leurs régiments. Alerté, Debordeaux qui avait été appelé au commandement de la garde nationale de Pasly avec le grade de sergent-major, va lui-même se rendre compte de la situation, rassemble une cinquantaine d'hommes des villages de Pasly et Vauxrezis, et dans la nuit du 8 au 9 octobre 1870, dirige une opération de résistance armée. Les Prussiens, alors qu'ils sont sur le point de d'arriver à leur fin, sont contrecarrés et fuient.
Debordeaux anticipant toutefois le retour imminent de l'ennemi, compte sur les hommes de Pommiers pour lancer une alerte lorsque les Prussiens attaqueront, alerte qui ne vint jamais.
Les hommes des 24e et 64e régiments de la Landwehr, commandés par le colonel brandebourgeois von Krohn entrent dans la commune de Pommiers à l'aube,,.

### Capture

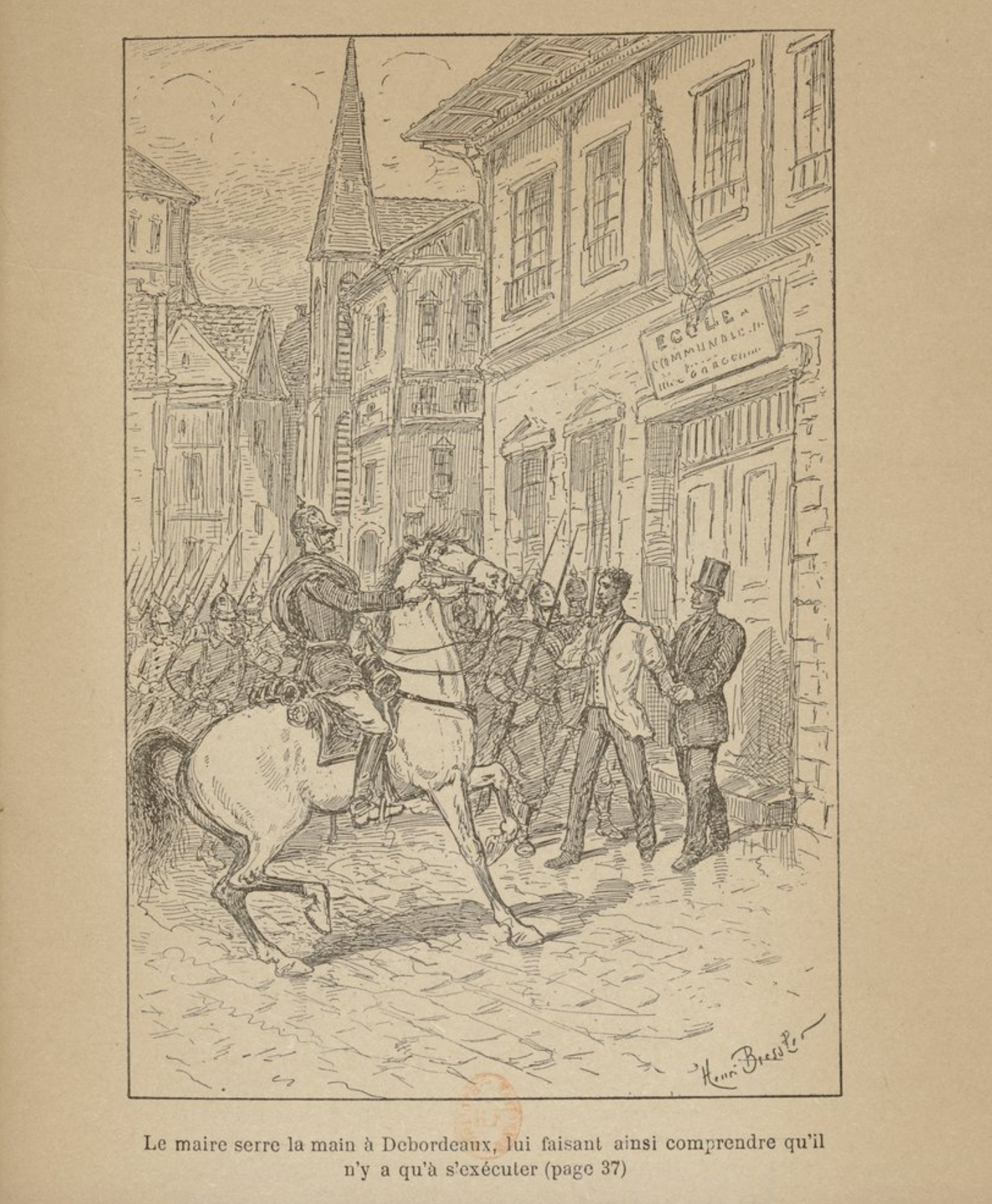
Debordeaux arrêté à Pasly, devant la mairie, et retenu par le maire Deschamps.

Le dimanche 9 octobre à 3 heures du matin, les habitants du village sont brutalement réveillés par des coups de crosses frappés sur leurs portes. Ils sont forcés de sortir de leur lit et contraints de dénoncer les coupables sous peine de voir leur village incendié. Les Prussiens frappent à la mairie, où ils trouvent le maire Julien Deschamps en compagnie de Debordeaux. Lorsque ce dernier s'identifie, il est tout de suite frappé au visage et on lui demande la liste des gardes nationaux. Plusieurs récits décrivent Debordeaux comme voulant répondre aux coups, et le maire qui lui serre la main et l'exhorte d'obéir,.

### Exécution

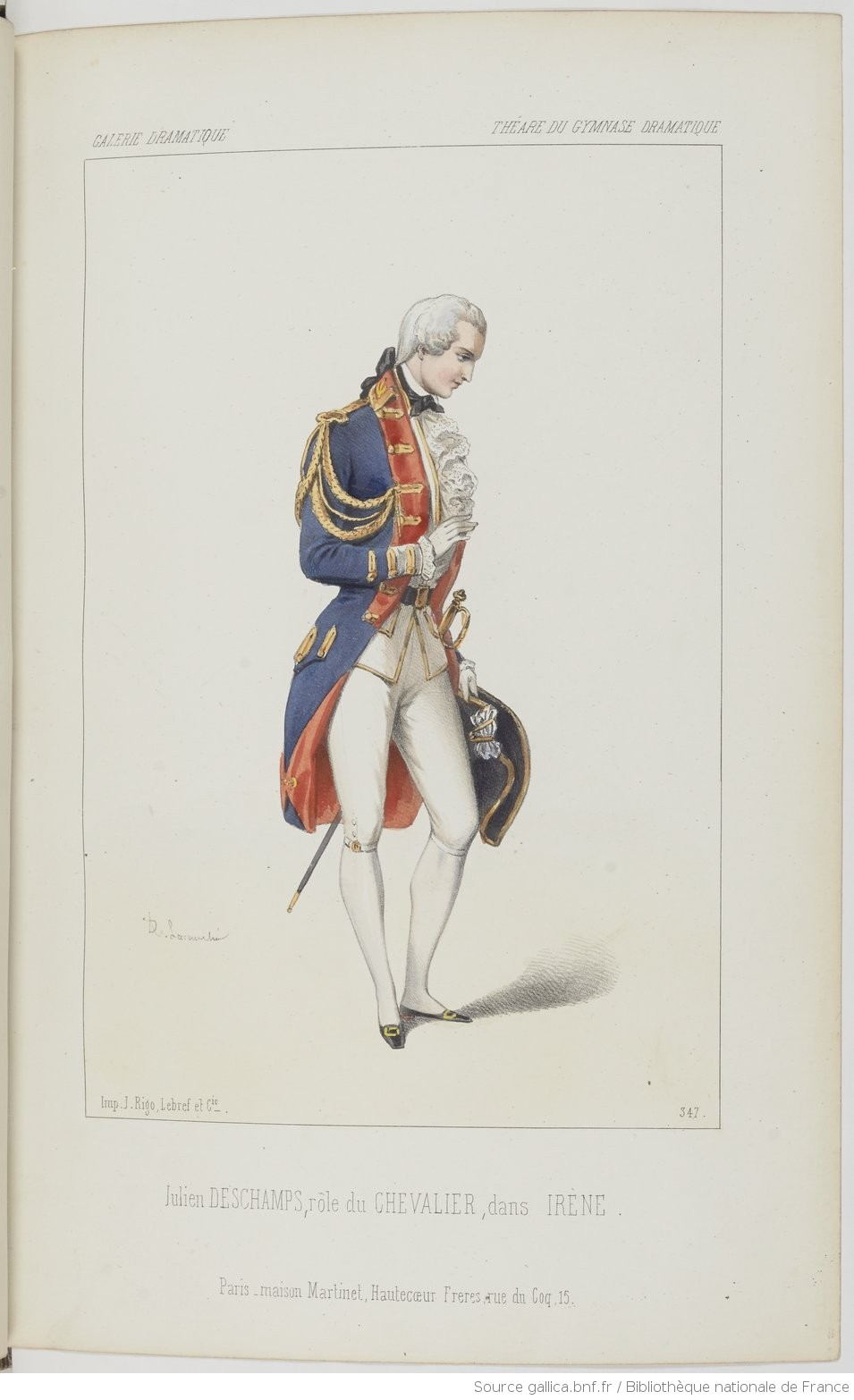
Affiche illustrant l'acteur Julien Deschamps, aussi maire de Pasly, dans un de ses rôles au théâtre.

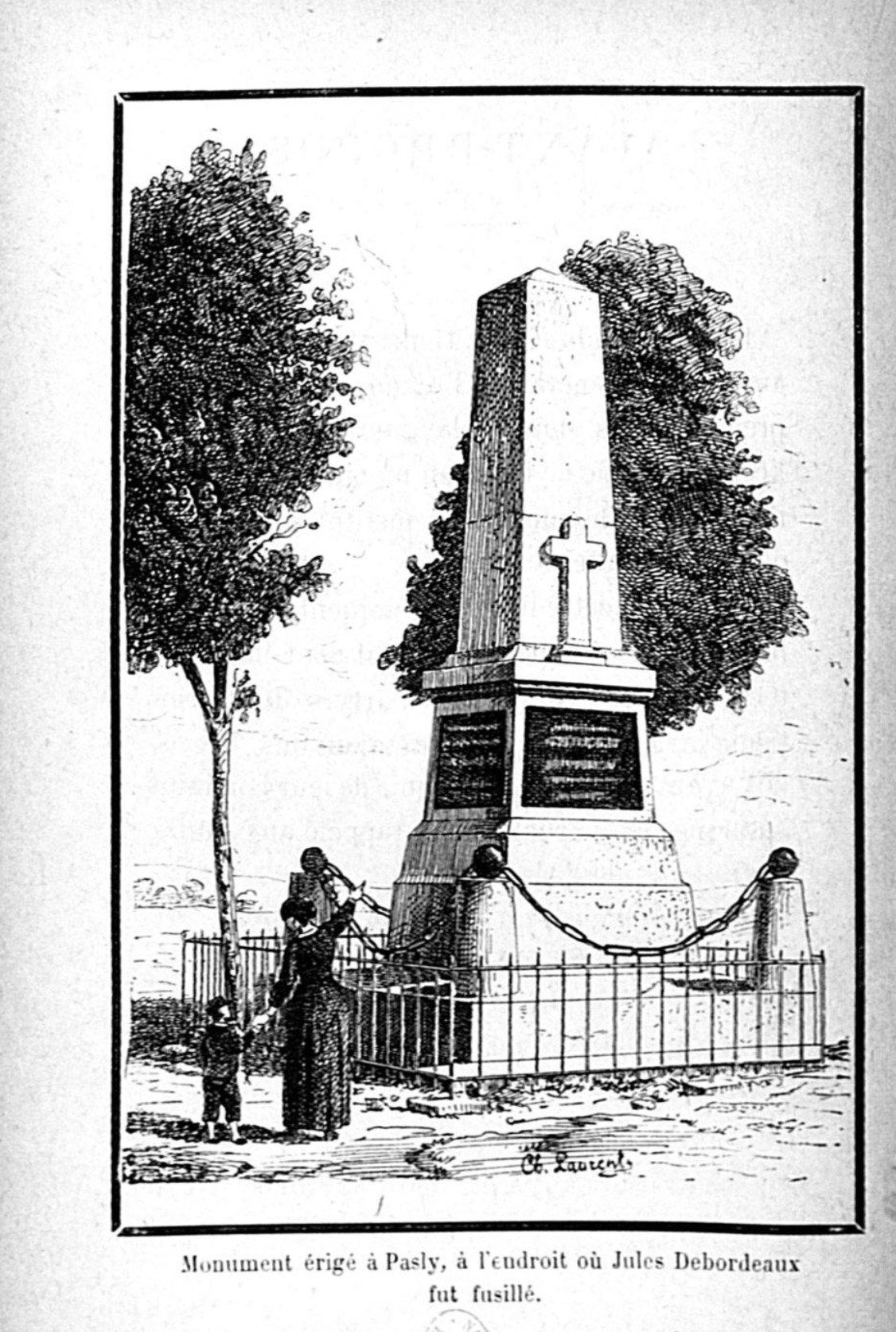
Illustration du premier monument de Debordeaux à Pasly, tirée du livre Les Trois Instituteurs de l'Aisne de Jean Zeller, 1886.

Debordeaux est prisonnier et est interrogé. Selon un témoignage du maire de Pasly, Debordeaux aurait été victime de sévices et de tortures violents de la part des Prussiens avant d'être cruellement exécuté.
Lui et Courcy, qui l'avait accompagné dans l'acte de résistance, furent attachés et menés sur la montagne de Pasly. Les soldats prussiens auraient décidé de tirer à tour de rôle plutôt que de le fusiller en peloton.
Après les événements, le maire Deschamps racontera que Debordeaux aura réussi à se relever à deux reprises avant d'être finalement abattu par l'officier chargé de son exécution. Certains récits décrivent une dernière salve de tir de peloton, d'autres décrivent l'officier tirer dans l'oreille de Debordeaux pour l'achever. Les corps de Debordeaux et de Courcy sont laissés sur place et ce n'est que le lendemain qu'ils sont enterrés par les résidents. C'est à un moment ultérieur - inconnu pour le moment - que le corps de Debordeaux est rapatrié puis inhumé à Eppes, sa commune de naissance et l'une des communes où la famille Debordeaux est établie,.

## Le Monument de Laon

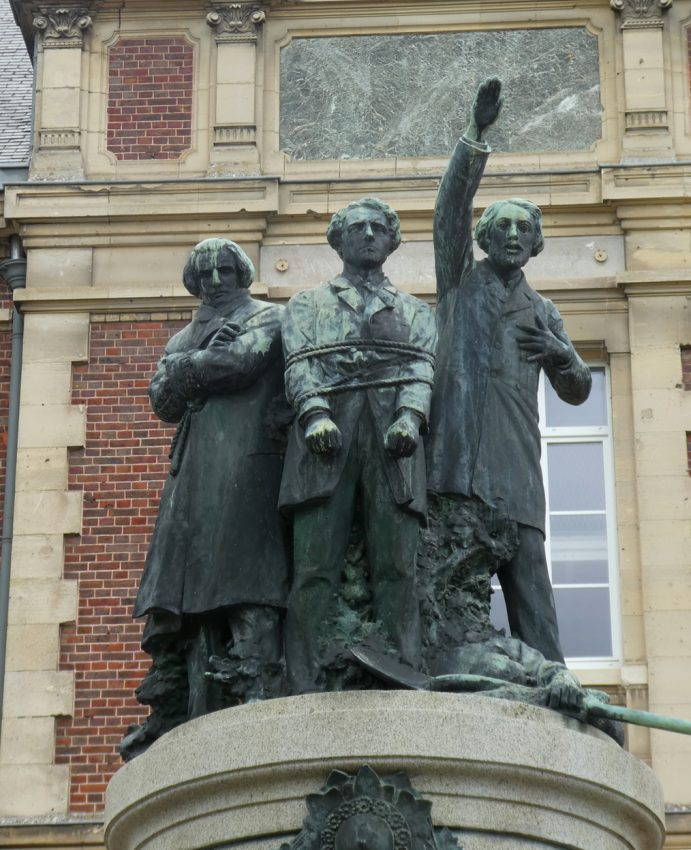
Monument « Les Trois Instituteurs de l'Aisne » à Laon devant l'École normale primaire.

Vingt ans après la tragédie, Debordeaux et les autres instituteurs exécutés en 1870 sont devenus des avatars de patriotisme. Une multitude de récits sont écrits à leur sujet, et en 1890 l’idée s’impose de constituer un comité en vue d’élever un monument à la mémoire des trois instituteurs de l’Aisne.
Cinq présidents d’honneur sont désignés :  
- Le recteur de l’académie de Lille Charles Bayet
- Le préfet de l’Aisne André Laurenceau,
- Jean Zeller, ancien inspecteur d’académie à Laon devenu recteur à Grenoble,
- François Malézieux, sénateur et président du conseil général, et
- Le maire de Laon (et futur Sénateur de l'Aisne) Georges Ermant.

Théophile Forfer, inspecteur d’académie, est nommé président.
Un appel est lancé aux institutrices et instituteurs de France en vue d'une souscription, puis diverses instances injectent des fonds. Selon les sources, on rapporte qu'entre 20 000 et 50 000 francs furent réunis.

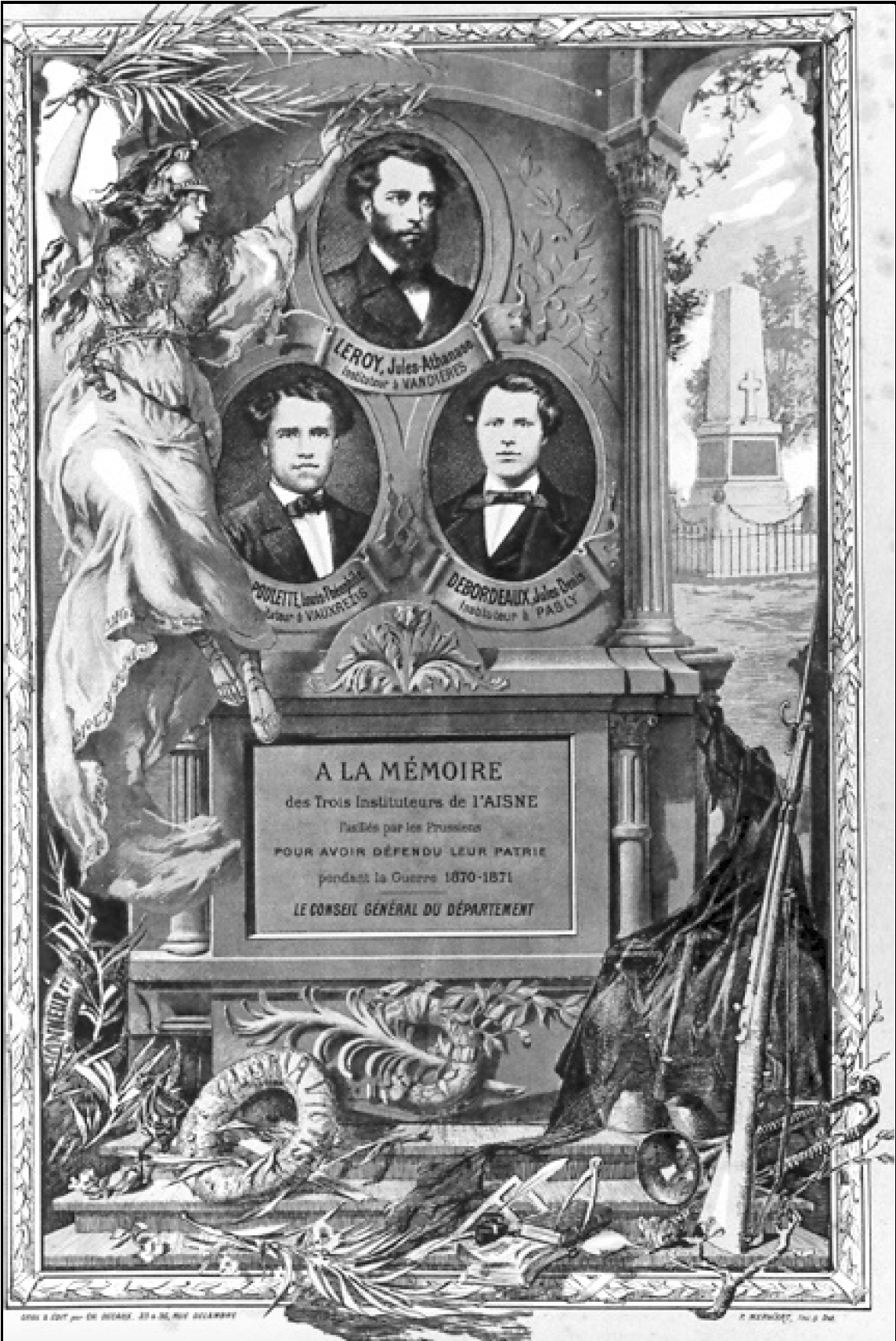
Gravure, À la mémoire des trois instituteurs de l'Aisne d'une illlustration de Paul Merwart.

Un concours fut lancé et un jury de quinze membre constitué, dont trois élus par des artistes participant au concours: Falguière, Mathurin Moreau et Frémiet,.
Le projet est retenu le 11 juillet 1897. C'est le sculpteur Jean Carlus, ancien élève de l'École des beaux-arts de Toulouse, puis de Falguière et de Mercié, qui réalisera le monument,.
Le groupe final se compose de Debordeaux, les bras croisés, Poulette allongé avec les bras le long du corps, tous deux liés par une corde. Leroy, quant à lui, est représenté avec la main droite levée, le bras tendu, la main gauche sur le cœur, la bouche grande ouverte. Enfin, un quatrième personnage, chaussé de sabots, est étendu aux pieds des autres, les jambes repliées contre un tronc de chêne. Bien que son nom ne soit pas mentionné dans les descriptions officielles du monument, il s'agit probablement de Courcy, qui a été exécuté avec Debordeaux, il est situé devant l'École normale primaire de Laon.

### L'inauguration du monument de Laon
L'inauguration du 20 août 1899 est décrite comme un événement grandiose auquel sont conviés plus de 1600 instituteurs de tous les départements ainsi qu'un bon nombre de dignitaires. La ville inaugurait le Tramway de Laon le mois précédent. 
Parmi les invités notables : 

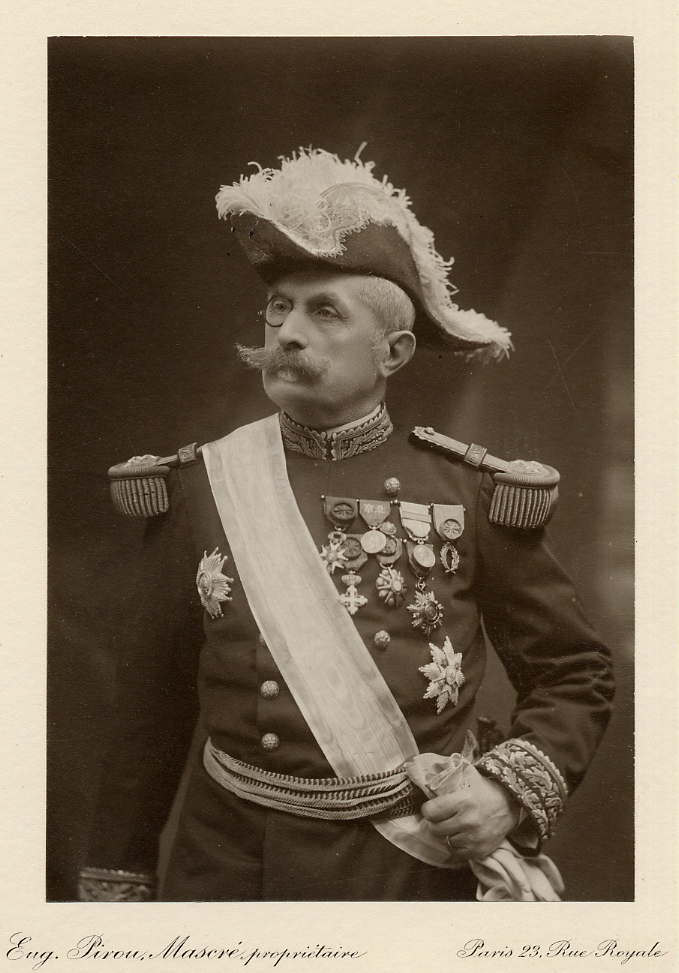
Le général Ludovic de Garnier des Garets qui assista à l'inauguration.

- Le général  Ludovic de Garnier des Garets , Comte des Garets, Grand Officier de l'Ordre de la Légion d'Honneur , Grand cordon de l'ordre de Saint-Sava de Serbie et Commandant le IIe corps d’armée
- Charles Bayet, directeur de l’enseignement primaire de France
- L’inspecteur d’académie Théophile Forfer
- Le Sénateur François Malézieux
- Le poète Maurice Bouchor et chevalier de la Légion d'honneur
- Le directeur de l’école primaire de Saint-Quentin, Francis Lechantre
- Henri Murgier, directeur d’école à Versailles
- Le maire (et futur Sénateur de l'Aisne) Georges Ermant, qui est aussi l’architecte de la nouvelle école normale
- Jean Carlus sculpteur

Un chœur de plusieurs centaines d'instituteurs et d'élèves entonnent des chants patriotiques. Le poète Maurice Bouchor récite un long poème en hommage aux trois instituteurs.
La trame de fond de l'événement est parfois décrit comme le théâtre de représentations, regroupements et planifications d'associations, en amont de l'Exposition Universelle de 1900 qui seront le point de départ de la création d'Amicales et du mouvement de syndicalisation des enseignants de France. À l'époque un presque  culte est rendu par des centaines d’instituteurs à ces trois fusillés.

### Exposition Universelle de Paris 1900

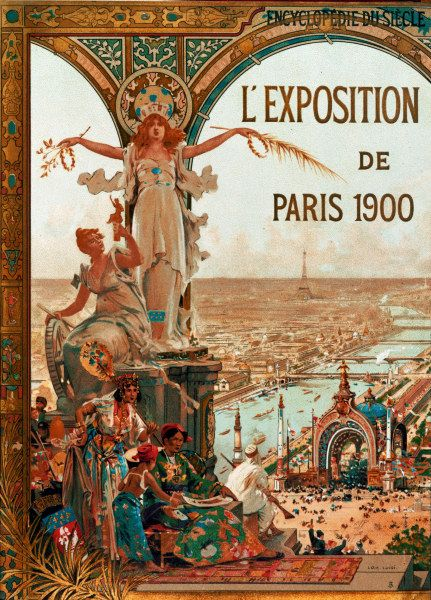
Exposition Universelle de Paris de 1900

Jean Carlus participe à l’Exposition Universelle de Paris de 1900, où il reçoit une médaille d’argent pour le Monument aux trois instituteurs de l’Aisne,.

### Destruction du monument par les allemands et seconde réalisation

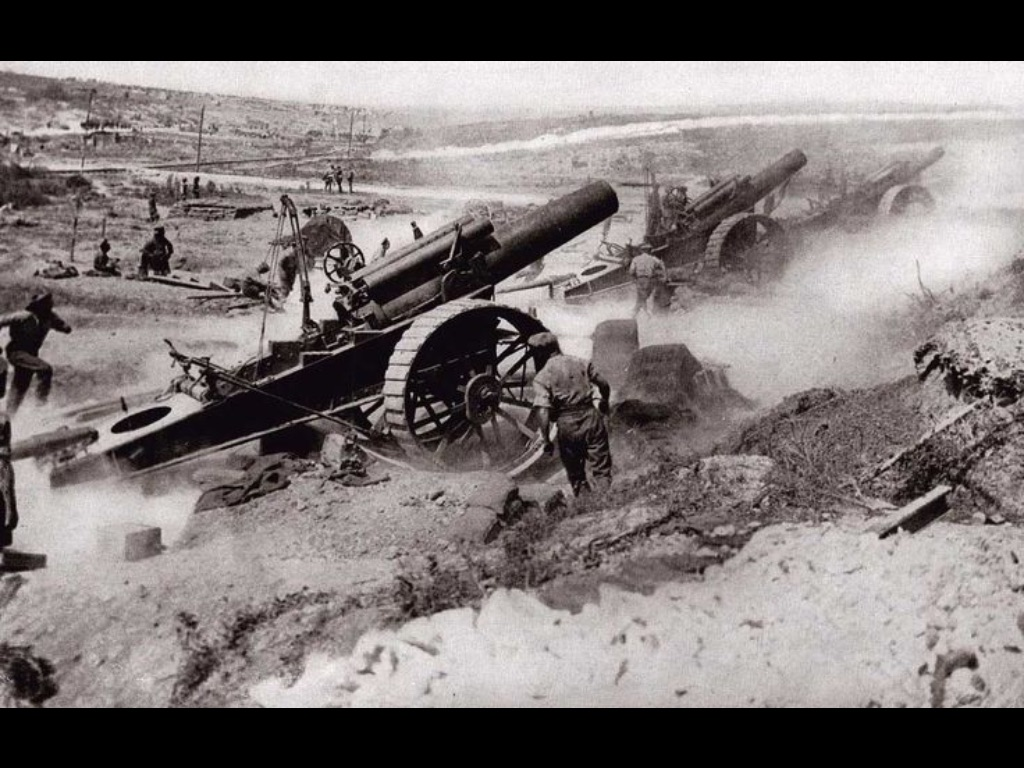

D'une part à cause de son symbole, d'autre part par besoin de métaux, le monument devient une cible remarquée, détruite et fondue par les Allemands en 1917. Il sera produit à nouveau, toujours par Carlus, puis inauguré une seconde fois en 1929 au même endroit.
Plusieurs autres items commémoratifs sont toujours conservés au Musée de Laon, dont une gravure d'illustration faite par Paul Merwat , artiste qui périra par la suite lors de l'éruption de la montagne Pelée,.

## Autres monuments et commémorations

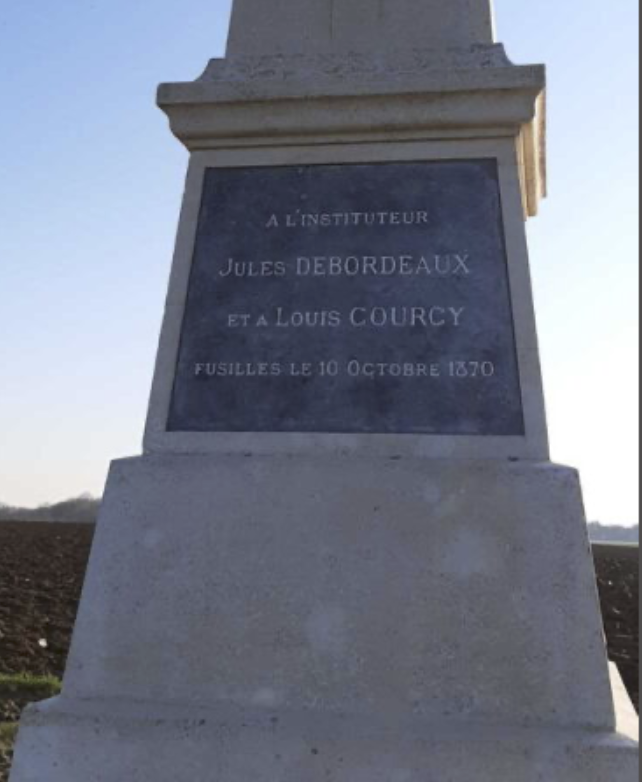
Monument de Pasly

### À Pasly
Dans la commune de Pasly, béni par l'abbé Devent le 21 juin 1872, le tout premier monument dédié à la mémoire de Jules Debordeaux et Louis Courcy a été érigé sur le plateau, surnommé la "montagne" par les habitants de la région, entre Pasly et Cuffies. Cette construction a été rendue possible grâce à une souscription lancée par le maire de Pasly. De plus la commune a nommée une rue Jules Debordeaux, qui la traverse de Sud-Ouest en Nord-Est. Elle fait intersection avec une rue Jean-Louis Courcy, en l'honneur de son compagnon.

### À Eppes

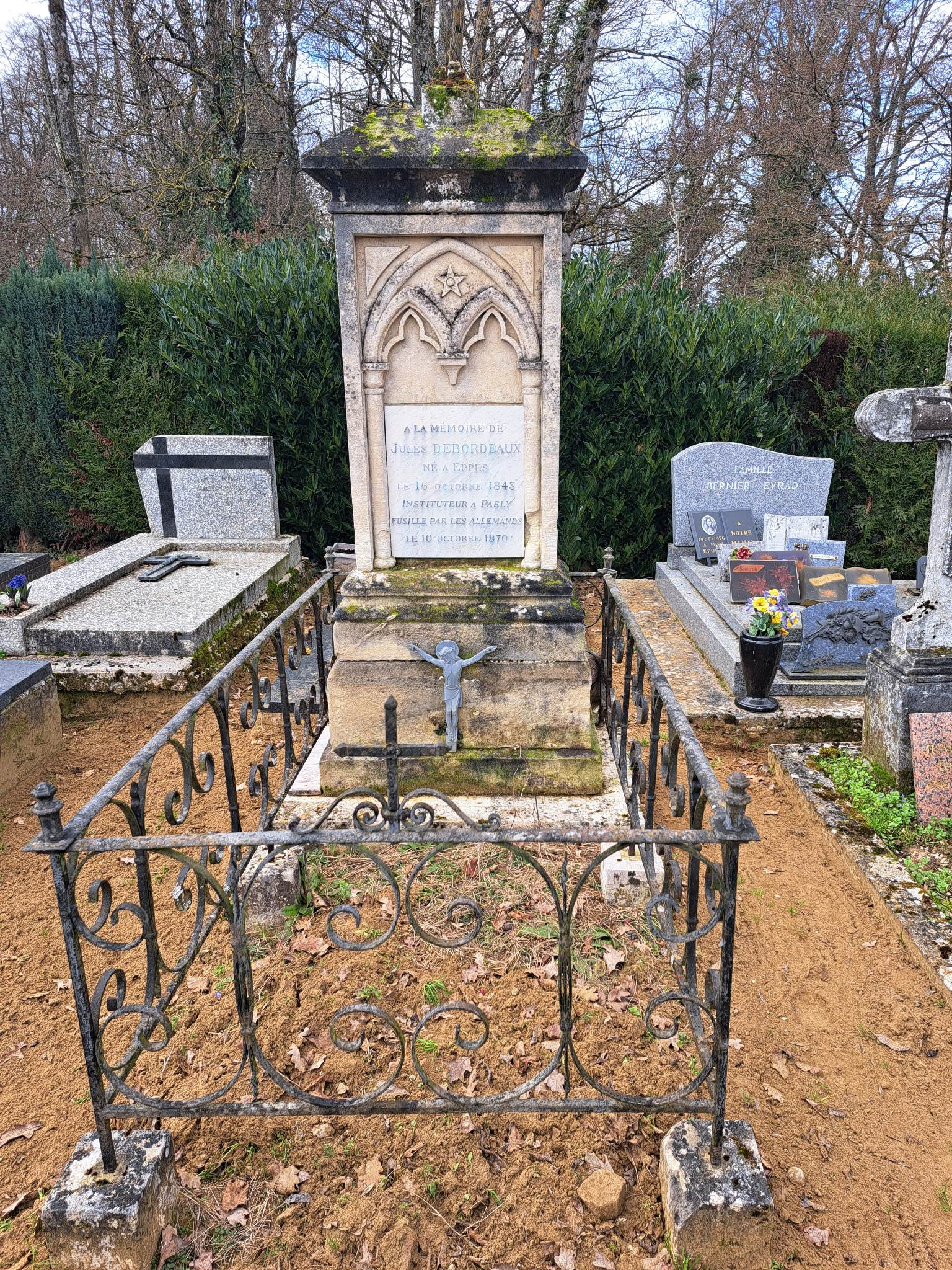
Tombe de Jules Debordeaux à Eppes.

Le corps de Jules Debordeaux fut éventuellement exhumé et envoyé à Eppes, sa commune natale, où son père, son oncle et ses cousins vivent toujours à l'époque. Une sépulture avec commémoration y est toujours.

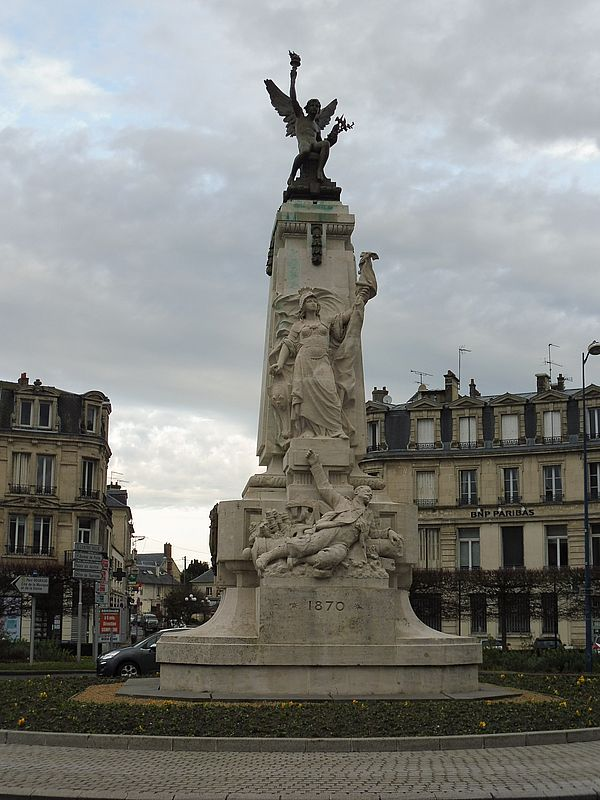
Monument aux morts de 1870-1871 Soissons

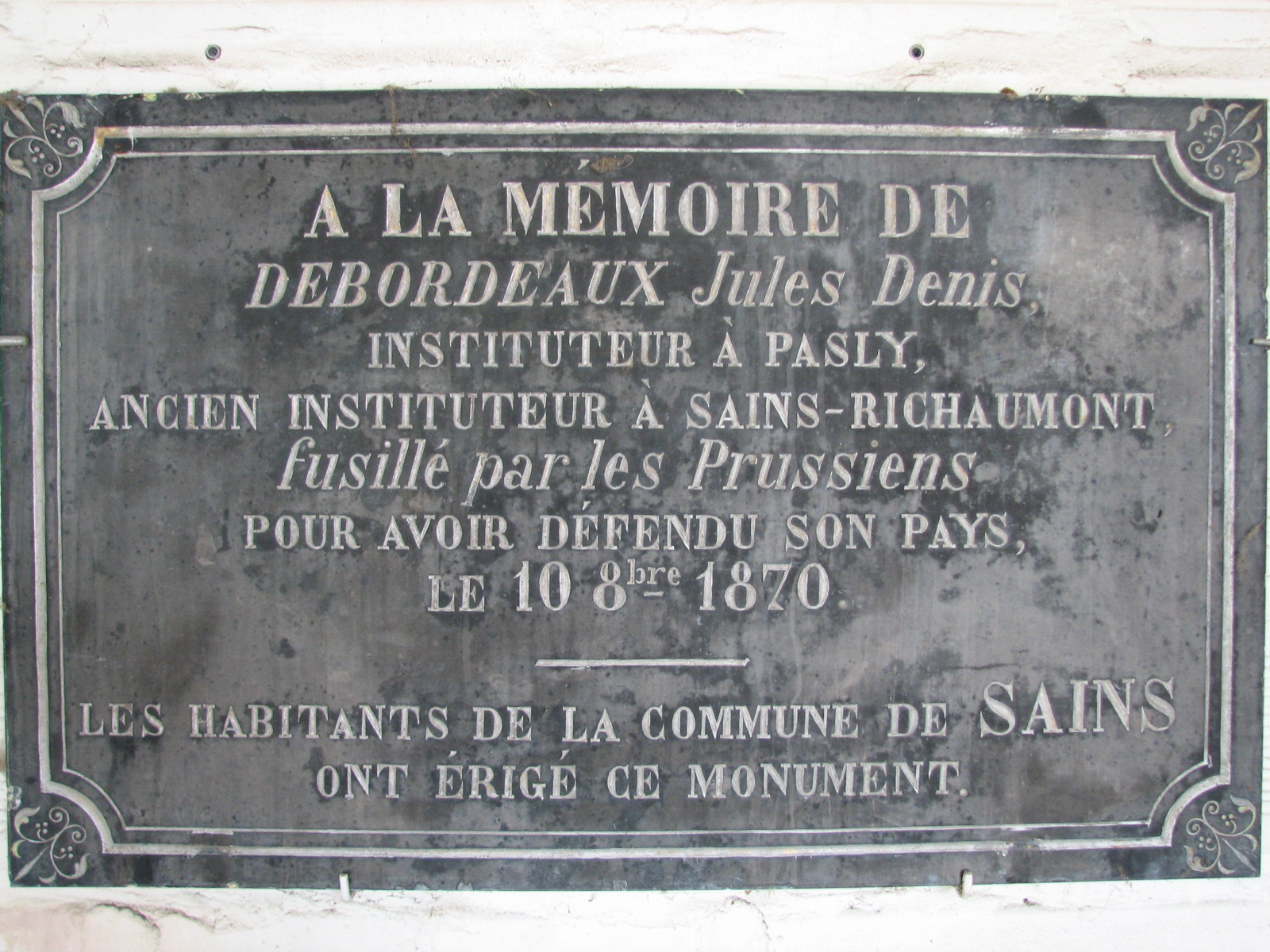
Plaque de Sains-Richaumont

### À Soissons
À Soissons, une rue Debordeaux est inaugurée. Elle se termine d'ailleurs où l'avenue Pasly commence, à la place Lamartine. Une rue Poulette est également inaugurée. En 1901 la ville inaugure également son Monument aux morts de 1870-1871, sur un flanc duquel Debordeaux et son compagnon Courcy sont commémorés.

### À Sains-Richaumont
Avant d'être instituteur de Pasly, Debordeaux enseignait à Sains-Richaumont. À la suite des événements, une plaque est inaugurée pour saluer la bravoure de leur ancien instituteur. La plaque fut mise sur un mur de l'école et y est toujours à ce jour, bien que l'immeuble soit maintenant en habitation.

## Legs

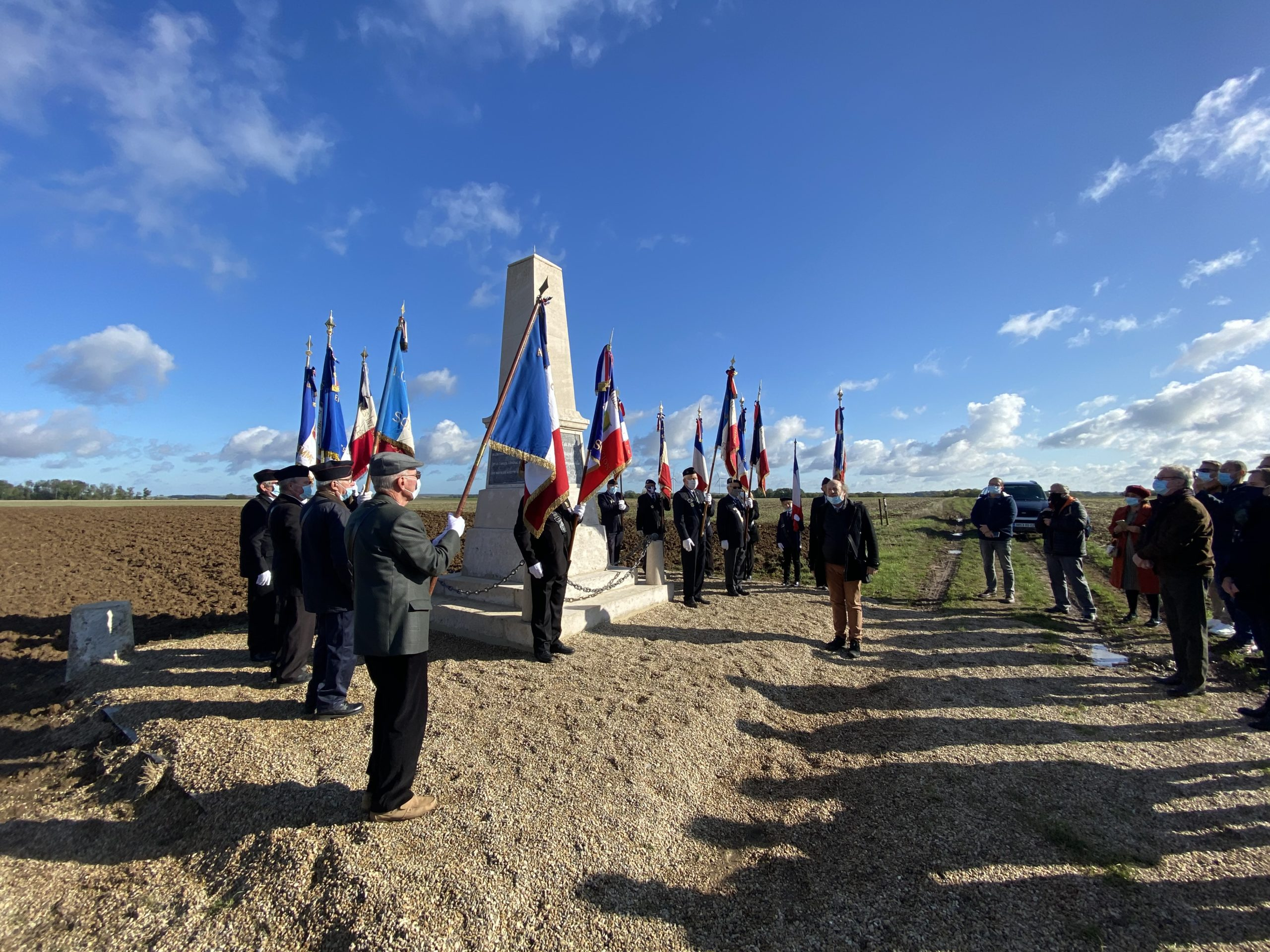
Cérémonie de commémoration 10 octobre 2020.

- Des plâtres du monument de Laon sont exposés à l'Exposition Universelle de Paris[9].
- Maurice Bouchor ,poète et auteur dramatique, écrira "poème en hommage aux trois instituteurs" qui sera lu lors de l'inauguration du monument de Laon.
- En 2020, c'est devant le monument de Laon aux Instituteurs Debordeaux, Poulette et Leroy qu'un hommage est rendu à Samuel Paty, après le meurtre de ce dernier.
- En 2022, le buste de Jules Debordeaux en plâtre réalisé par le sculpteur Jean Carlus (numéro d’inventaire 998.3) ainsi que la gravure du XIXe siècle attribuée à Paul Merwart (numéro d’inventaire G2. 349. b) sont présentés aux Archives départementales de l’Aisne dans le cadre de l’exposition «1870, la guerre oubliée»[10].
- En 2012, l'historien Jean-François Chanet[2] signe une recherche approfondie , publiée dans la revue Histoire de l'éducation.  Rigoureusement document, avec plus d'une centaine de références, le travail va bien au-delà du récit et du factuel, mais analyse le contexte, les symboles et les intérêts en jeu, puis situe non seulement cet événement, mais ceux qui entourent ses commémorations, dans leur époque, au cœur des mouvances du temps, tout en tentant de clarifier la réalité du mythe entourant le véritable motif de Debordeaux et des instituteurs.
- En 2001 L’Association des Membres de l’Ordre des Palmes Académiques (AMOPA), placée sous le haut patronage du Président de la République et du Ministre de l’Éducation, y consacre un article Écrit par Suzanne Lietoir Revue de l’AMOPA (Paris), n° 153, juill. 2001 ; pp. 40-41.
- En 2000, l’office de tourisme du pays de Laon a édité une brochure intitulée Le monument des trois instituteurs de l’Aisne
- Lors d’une grève de 2010, les statues de Debordeaux, Poulette et Leroy ont été « bâillonnées », pour suggérer le silence que le gouvernement voulait imposer au corps enseignant et aux étudiants.
- Plusieurs manuels ayant connu une large diffusion avant 1914 racontent cette histoire.
- Après la première guerre, une plaque est ajoutée au monument de Laon, pour commémorer les instituteurs morts en 14-18
- Un récit détaillé dans "Tu seras soldat" d'Émile Lavisse, un manuel scolaire en sa dix-huitième édition en 1903, où une section entière est consacrée aux trois instituteurs.
- 2022, un descendant au 3e degré de Jules Debordeaux fait fortuitement une découverte dans les archives communales de l'Aisne, qui indique une filiation généalogique commune entre  Jules Debordeaux et Camille Claudel. Dans la foulée, Debordeaux est mieux localisé dans le tableau actuel des descendants de Debordeaux de l'Aisne, un patronyme peu répandu, mais qui persiste à ce jour, principalement en. France.
- 2023, une page Wikipédia lui est consacrée,